# Orval (queso)
La fabricación de queso de Orval comienza en 1928, dos años después del regreso de los monjes en la abadía del mismo nombre.
Este queso se fabrica a base de leche entera pasteurizada en el país gaumais. Su pasta prensada no cocida, de coagulación enzimática y cuajo animal con la corteza lavada, se caracteriza por su cremosidad. Es similar a un port-salut.
El queso de Orval lleva el logotipo Authentic Trappist Product que garantiza que el producto es fabricado en una abadía trapenses, por o bajo el control de los monjes, y una porción de los ingresos de su comercialización está dedicado a obras de caridad.